# سیلویو فوگل
سیلویو فوگل (انگلیسی: Silvio Fogel; ۸ ژوئیهٔ ۱۹۴۹ – ۲۷ مارس ۲۰۱۶) بازیکن فوتبال اهل آرژانتین بود.
از باشگاه‌هایی که در آن بازی کرده‌است می‌توان به باشگاه فوتبال کروز آزول و باشگاه فوتبال روساریو سنترال اشاره کرد.